# Rainha de Beleza
Rainha de Beleza är ett album med namn efter titelspåret av artisten Val Xalino. Rainha de Beleza betyder "Drottningen av skönhet" på portugisiska och på criol som talas på Kap Verde. Den första versionen av låten gavs ut på kassetten Emoções år 1993 och den senaste versionen gav ut på detta album 2006. På den senare av de båda skivorna görs en duett tillsammans med Val Xalinos son, rapparen och producenten Roberto Xalino. På albumet finns musik av Val Xalino, Roberto Xalino, Luis Silva och Jovino dos Santos.

## Låtlista
1. Rainha de Beleza
2. Tragedia de Um Milionaria
3. Salario de Formiga
4. Dança Dança T' Manchê
5. Camin de Dakar
6. Nôs Coladera
7. Folha
8. Es Sanjon
9. Bem Devagarin
10. Nôs Djô D' eloy
11. Perda de Um Fidjo